# Caso de HJ y HT contra el Ministerio Interior de Reino Unido
HJ (Irán) y HT (Camerún) contra el Secretario de Estado del Departamento del Interior [2010] UKSC 31 es un caso decidido por la Corte Suprema del Reino Unido sobre dos hombres, de Irán y Camerún respectivamente, que solicitaron asilo en el Reino Unido por motivos de su homosexualidad. Las reclamaciones de los hombres habían sido rechazadas anteriormente basándose en que no enfrentarían persecución en sus propios países si ocultaban su sexualidad. Por lo tanto, la apelación se centró en la cuestión de si era razonable esperar que los hombres, a su regreso, toleraran este requisito de discreción; la llamada prueba de «discreción» o «tolerabilidad razonable». Intervinieron la Comisión de Igualdad y Derechos Humanos y el Alto Comisionado de las Naciones Unidas para los Refugiados.
El caso fue registrado entre el 10 y el 12 de mayo de 2010, y su veredicto se emitió el 7 de julio del mismo año. El Tribunal, por unanimidad, determinó que no era razonable esperar que los hombres ocultaran su orientación sexual de esta manera, desestimando así el uso de la llamada «prueba de discreción» en tales circunstancias. Posteriormente, ambos casos fueron remitidos para su revisión conforme a lo establecido en la sentencia.

## Hechos
HJ es un iraní gay que llegó al Reino Unido el 17 de diciembre de 2001 y solicitó asilo. HT es un hombre gay de Camerún que se dirigía a Montreal cuando fue detenido en el aeropuerto de Gatwick, Londres, el 19 de enero de 2007 por utilizar un pasaporte falso, momento en el que solicitó asilo.
El Reino Unido es parte en la Convención de las Naciones Unidas sobre el Estatuto de los Refugiados, que define a un refugiado como «una persona que, debido a un temor fundado de ser perseguida por motivos de raza, religión, nacionalidad, pertenencia a una determinada grupo social u opinión política... no puede o, debido a dichos temores, no quiere regresar a [su país de nacionalidad]». La homosexualidad es generalmente aceptada, y en este caso fue aceptada, como miembro de un grupo social particular.
En aquel momento, el asilo en el Reino Unido estaba controlado por la Agencia de Fronteras del Reino Unido como parte del Ministerio del Interior, que denegó el asilo en ambos casos. Ambos hombres apelaron sus decisiones individuales sin éxito, llegando a una apelación conjunta ante el Tribunal de Apelaciones (Pill y Keene LJJ y Sir Paul Kennedy), rechazada el 10 de marzo de 2009. El Tribunal de Apelación concluyó que el Tribunal de Asilo e Inmigración tenía derecho a considerar que era razonable esperar que HJ tolerara la necesidad de discreción a su regreso a Irán y, por lo tanto, no tenía derecho a asilo. El Tribunal consideró que HT sería discreto a su regreso a Camerún y que, por lo tanto, no había demostrado que existiera un riesgo real de persecución. El Tribunal decidió que, sobre la base de la «prueba de discreción», un Estado parte en la Convención sobre los Refugiados tendría derecho a devolver a un solicitante de asilo homosexual a su país de origen si ocultara su identidad y sexualidad y no fuera No es razonable esperar que tolere esto.

## Juicio
La Corte Suprema, compuesta por el vicepresidente Lord Hope, Lord Rodger, Walker y Collins y Sir John Dyson, rechazó la 'prueba de discreción', considerando que, según Lord Hope, «pretender que [la orientación sexual o la sexualidad de una persona] no existir, o que el comportamiento mediante el cual se manifiesta pueda ser suprimido, es negar a los miembros de este grupo su derecho fundamental a ser lo que son».
Lord Rodger afirmó en su discurso que la consideración de la identidad sexual no debe limitarse a la participación en actos sexuales particulares, sino a todos los aspectos de la vida de una persona:
Ambos casos fueron remitidos al Tribunal para su reconsideración teniendo en cuenta las directrices proporcionadas por la Corte Suprema.